# Дангрек
Дангрек, или Дог Рек (на тайски: ทิวเขาพนมดงรัก; на кхмерски: ជួរភ្នំដងរែក, Chuor Phnom Dângrêk) е хълмисто възвишение на полуостров Индокитай, простиращо се по границата между Тайланд на север, Камбоджа на юг и Лаос на изток, заграждащо от юг обширното плато Корат.
Дължина от запад на изток около 300 km. Най-висок връх е Дангрек (761 m), в източната му част, на границата между Тайланд и Камбоджа. На запад постепенно се понижава до 300 – 500 m и преминава в ниската планина Санкампхенг. Северните му склонове са ниски, полегати, постепенно преминаващи в платото Корат, а южните са стръмни и силно разчленени. Върховете му са с меки очертания, а проходите му – ниски и лесни за преминаване. Изградено е предимно от пясъчници. Климатът е субекваториален с мусонен режим на валежите, като по южните му склонове годишната им сума достига до 2000 mm. На север текат реките Пангиу, Чи, Тхаптхан, Самран, Тха, Домяй, Домной (десни притоци на Мун, десен приток на Меконг), а на юг – реките Сренг, Сен и др. (леви притоци на Тонлесап, десен приток на Меконг). Цялото възвишение е покрито предимно с влажни тропични гори, развити върху планински латеритни почви.